# Lista över araliaväxternas släkten
Detta är en lista över släkten i familjen araliaväxter (Araliaceae) alfabetiskt ordnad efter de vetenskapliga namnen.

## A
| Vetenskapligt namn | Auktor    | Svenskt namn  | Källa | Bild         |
| ------------------ | --------- | ------------- | ----- | ------------ |
| Anakasia           | Philipson |               | IPNI  |              |
| Apiopetalum        | Baill.    |               | IPNI  |              |
| Aralia             | L.        | araliasläktet | NRM   | Aralia elata |
| Arthrophyllum      | Blume     |               | IPNI  |              |
| Astrotricha        | DC.       |               | IPNI  |              |

## B
| Vetenskapligt namn    | Auktor           | Svenskt namn | Källa | Bild |
| --------------------- | ---------------- | ------------ | ----- | ---- |
| Boninofatsia → Fatsia |                  |              |       |      |
| Brassaiopsis          | Decne. & Planch. |              | IPNI  |      |

## C
| Vetenskapligt namn | Auktor           | Svenskt namn      | Källa | Bild                   |
| ------------------ | ---------------- | ----------------- | ----- | ---------------------- |
| Cephalaralia       | Harms            |                   | IPNI  |                        |
| Cheirodendron      | Nutt. ex Seem.   |                   | IPNI  | Cheirodendron trigynum |
| Cromapanax         | A.J.C.Grierson   |                   | IPNI  |                        |
| Cuphocarpus        | Decne. & Planch. |                   | IPNI  |                        |
| Cussonia           | Thunb.           | trasaraliasläktet | SKUD  |                        |

## D
| Vetenskapligt namn       | Auktor           | Svenskt namn | Källa | Bild |
| ------------------------ | ---------------- | ------------ | ----- | ---- |
| Delarbrea                | Vieill.          |              | IPNI  |      |
| Dendropanax              | Decne. & Planch. |              | IPNI  |      |
| Didymopanax → Schefflera |                  |              |       |      |
| Dizygotheca → Schefflera |                  |              |       |      |

## E
| Vetenskapligt namn | Auktor | Svenskt namn       | Källa | Bild                         |
| ------------------ | ------ | ------------------ | ----- | ---------------------------- |
| Eleutherococcus    | Maxim. | stickaraliasläktet | SKUD  | Eleutherococcus sieboldianus |

## F
| Vetenskapligt namn | Auktor           | Svenskt namn          | Källa | Bild            |
| ------------------ | ---------------- | --------------------- | ----- | --------------- |
| ×Fatshedera        | Guillaumin       | murgrönsaraliasläktet | SKUD  |                 |
| Fatsia             | Decne. & Planch. | fatsiasläktet         | SKUD  | Fatsia japonica |

## G
| Vetenskapligt namn | Auktor     | Svenskt namn | Källa | Bild |
| ------------------ | ---------- | ------------ | ----- | ---- |
| Gamblea            | C.B.Clarke |              | IPNI  |      |
| Gastonia           | Lam.       |              | SKUD  |      |

## H
| Vetenskapligt namn | Auktor           | Svenskt namn     | Källa | Bild                    |
| ------------------ | ---------------- | ---------------- | ----- | ----------------------- |
| Harmsiopanax       | Warb.            |                  | IPNI  |                         |
| Hedera             | L.               | murgrönsläktet   | NRM   | Hedera helix            |
| Heteropanax        | Seem.            |                  | IPNI  |                         |
| Hunaniopanax       | C.J.Qi & T.R.Cao |                  | IPNI  |                         |
| Hydrocotyle        | L.               | spikbladssläktet | SKUD  | Hydrocotyle bonariensis |

## K
| Vetenskapligt namn | Auktor | Svenskt namn       | Källa | Bild                  |
| ------------------ | ------ | ------------------ | ----- | --------------------- |
| Kalopanax          | Miq.   | jättearaliasläktet | SKUD  | Kalopanax septemlobus |

## M
| Vetenskapligt namn | Auktor                | Svenskt namn  | Källa | Bild                    |
| ------------------ | --------------------- | ------------- | ----- | ----------------------- |
| Mackinlaya         | F.Muell.              |               | IPNI  |                         |
| Macropanax         | Miq.                  |               | IPNI  |                         |
| Megalopanax        | Ekman ex Harms        |               | IPNI  |                         |
| Merrilliopanax     | Li                    |               | IPNI  |                         |
| Meryta             | J.R.Forst. & G.Forst. | merytasläktet | SKUD  |                         |
| Motherwellia       | F.Muell.              |               | IPNI  |                         |
| Munroiodendron     | Sherff                |               | IPNI  | Munroidendron racemosum |
| Myodocarpus        | Brongn. & Gris        |               | IPNI  |                         |

## N
| Vetenskapligt namn | Auktor | Svenskt namn | Källa | Bild |
| ------------------ | ------ | ------------ | ----- | ---- |
| Neopanax           | Allan  |              | SKUD  |      |

## O
| Vetenskapligt namn | Auktor                | Svenskt namn         | Källa | Bild               |
| ------------------ | --------------------- | -------------------- | ----- | ------------------ |
| Oplopanax          | (Torr. & A.Gray) Miq. | djävulsklubbesläktet | SKUD  | Oplopanax horridus |
| Oreopanax          | Decne. & Planch.      | bergsaraliasläktet   | SKUD  |                    |
| Osmoxylon          | Miq.                  |                      | IPNI  |                    |

## P
| Vetenskapligt namn | Auktor          | Svenskt namn      | Källa | Bild                 |
| ------------------ | --------------- | ----------------- | ----- | -------------------- |
| Panax              | L.              | ginsengsläktet    | NRM   | Panax quinquefolius  |
| Pentapanax         | Seem.           |                   | IPNI  |                      |
| Polyscias          | J.R. & G.Forst. | nätaraliasläktet  | SKUD  |                      |
| Pseudopanax        | K.Koch          | rumsaraliasläktet | SKUD  | Pseudopanax lessonii |
| Pseudosciadium     | Baill.          |                   | IPNI  |                      |

## R
| Vetenskapligt namn | Auktor | Svenskt namn | Källa | Bild                    |
| ------------------ | ------ | ------------ | ----- | ----------------------- |
| Reynoldsia         | A.Gray |              | IPNI  | Reynoldsia sandwicensis |

## S
| Vetenskapligt namn | Auktor          | Svenskt namn      | Källa | Bild                    |
| ------------------ | --------------- | ----------------- | ----- | ----------------------- |
| Schefflera         | J.R. & G.Forst. | palmaraliasläktet | SKUD  | Schefflera actinophylla |
| Sciadodendrom      | Griseb.         |                   | IPNI  |                         |
| Seemannaralia      | R.Viq.          |                   | IPNI  |                         |
| Sinopanax          | Li              |                   | IPNI  |                         |
| Stilbocarpa        | A.Gray          |                   | IPNI  |                         |

## T
| Vetenskapligt namn | Auktor | Svenskt namn          | Källa | Bild                     |
| ------------------ | ------ | --------------------- | ----- | ------------------------ |
| Tetrapanax         | K.Koch | rispappersbusksläktet | SKUD  |                          |
| Tetraplasandra     | A.Gray |                       | IPNI  | Tetraplasandra oahuensis |
| Trachymene         | Rudge  | blåparasollssläktet   | SKUD  |                          |
| Trevesia           | Vis.   | gåsfotsaraliasläktet  | SKUD  |                          |

## W
| Vetenskapligt namn | Auktor | Svenskt namn | Källa | Bild |
| ------------------ | ------ | ------------ | ----- | ---- |
| Woodburnia         | Prain  |              | IPNI  |      |

## Auktorkällor
- IPNI - International Plant Names Index
- NRM - Naturhistoriska riksmuseets checklista
- SKUD - Svensk kulturväxtdatabas